# Tống Huệ công
Tống Huệ công (chữ Hán: 宋惠公; trị vì: 830 TCN-800 TCN), tên thật là Tử Gián (子覵), là vị vua thứ chín của nước Tống – chư hầu nhà Chu trong lịch sử Trung Quốc.
Tử Kiến là con của Tống Ly công – vua thứ 8 nước Tống. Năm 831 TCN, Ly công mất, Tử Kiến lên nối ngôi, tức là Tống Huệ công.
Sử ký không ghi chép sự kiện xảy ra liên quan tới nước Tống trong thời gian ông làm vua.
Năm 800 TCN, Tống Huệ công mất. Ông làm vua được 31 năm. Con ông là Tống Ai công lên nối ngôi.
- Các vị quân chủ

Tống Vi tử  → Tống Vi Trọng  → Tống công Kê → Tống Đinh công  → Tống Mẫn công  → Tống Dương công  → Tống Lệ công  → Tống Ly công  → Tống Huệ công  → Tống Ai công  → Tống Đái công  → Tống Vũ công  → Tống Tuyên công  → Tống Mục công  → Tống Thương công  → Tống Trang công  → Tống Mẫn công  → Tử Du  → Tống Hoàn công  → Tống Tương công  → Tống Thành công  → Công đệ Ngự  → Tống Chiêu công  → Tống Văn công  → Tống Cung công  → Tống Bình công  → Tống Nguyên công  → Tống Cảnh công  → Khải  → Tống Chiêu công  → Tống Điệu công  → Tống Hưu công  → Tống Hoàn hầu → Tống Dịch Thành quân  → Tống Khang vương